# Mero (Rapper)

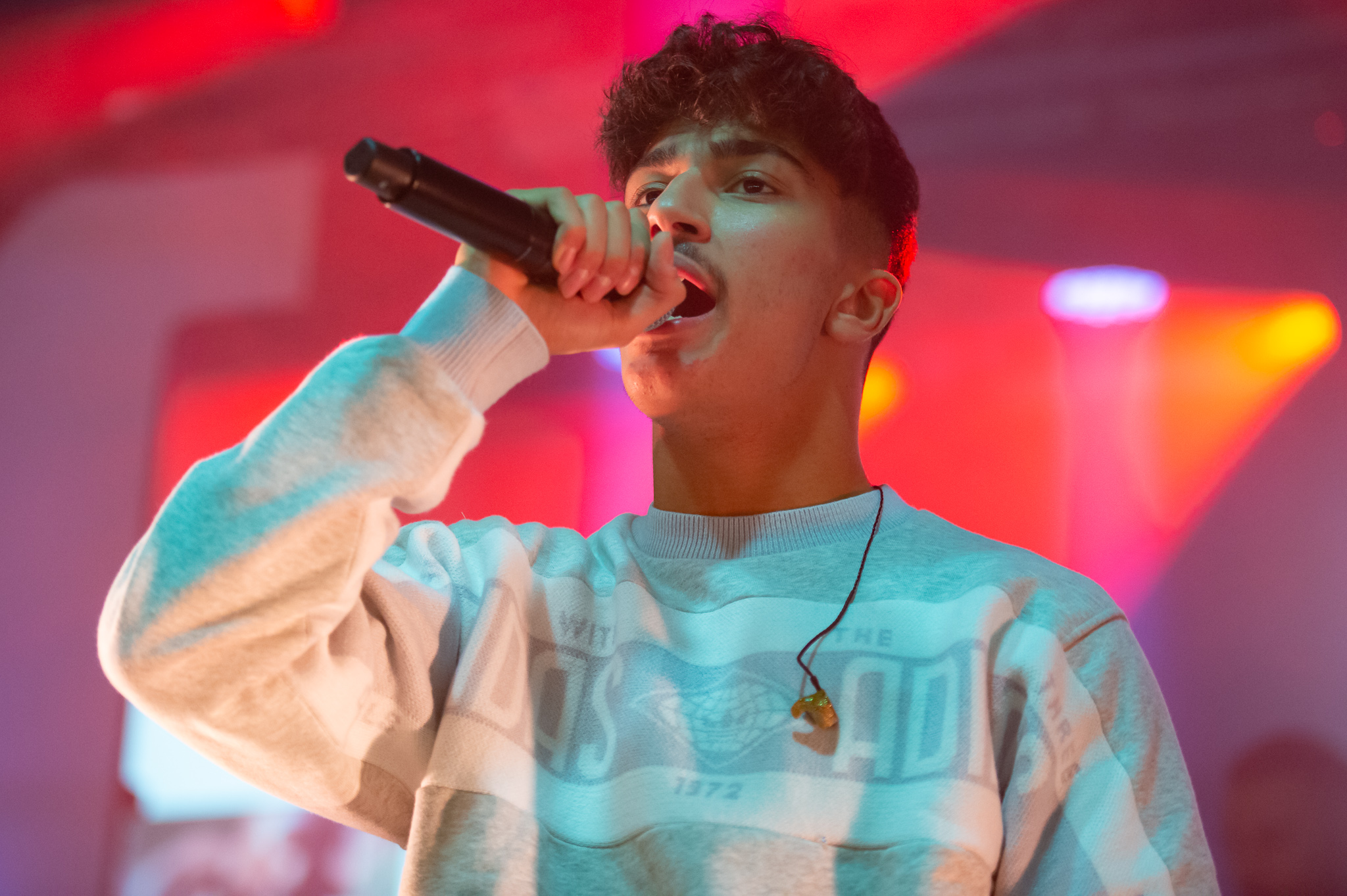
Mero (2019)

Mero (* 28. Juli 2000 in Rüsselsheim am Main; bürgerlich Enes Meral) ist ein deutscher Rapper.

## Karriere
Mero wuchs im Rüsselsheimer Stadtbezirk Dicker Busch auf, den er in seinen Liedern häufig erwähnt. Seine Eltern sind Türken und stammen aus der Stadt Kelkit in der türkischen Provinz Gümüşhane. Sie kamen in den 1980er-Jahren nach Deutschland. Mero hat zwei ältere Schwestern. Auf sich aufmerksam machte er erstmals durch Rap-Videos auf seinem Instagram-Account. Mero hat dort mittlerweile 3 Mio. Abonnenten (Stand: April 2023). Sein Stil zeichnet sich durch orientalisch angehauchte Refrains sowie den Einsatz von Doubletime aus. In der Jugend spielte er vor seiner Rapkarriere Fußball, u. a. auch in der U17-Mannschaft von SV Darmstadt 98. Seine Schullaufbahn schloss er mit der mittleren Reife ab.
Mero unterschrieb im Mai 2018 einen Vertrag bei Groove Attack TraX, einem Label von Xatar unter dem Vertrieb von Groove Attack. Am 22. November 2018 veröffentlichte Mero seine Debütsingle Baller los. Das Video erzielte bereits nach einem Tag eine Million Aufrufe und erreichte auf Anhieb Platz eins der deutschen Trend-Charts bei YouTube. Die Single stieg zudem auf Platz eins der deutschen Singlecharts ein. Damit ist er der erste Rapper in der Geschichte der deutschen Singlecharts, der mit seiner Debütsingle auf Anhieb den ersten Platz erreichte.
Die zweite Singleauskopplung Hobby Hobby erschien am 18. Januar 2019 und verzeichnete bereits nach einem Tag über 1,7 Millionen Streams auf Spotify und über 3 Millionen Aufrufe auf YouTube und stellte damit einen neuen Rekord in Deutschland auf. Geteilt wurde das Lied unter anderem vom Fußballspieler Mesut Özil, der ebenfalls wie Mero türkischer Abstammung ist. Mit der Single Wolke 10, die auf Youtube nach 24 Stunden circa 4,5 Millionen Aufrufe generieren konnte und somit den durch Hobby Hobby aufgestellten Rekord übertraf, schaffte es der Rapper Mitte März 2019 mit seiner vierten Veröffentlichung zum vierten Mal hintereinander an die Spitze der deutschen Singlecharts. Sein erstes Studioalbum Ya Hero Ya Mero wurde am 15. März 2019 veröffentlicht und belegte Platz 1 der deutschen Albumcharts.
Am 13. Juli 2019 kündigte Mero sein zweites Studioalbum Unikat an. Mit der zweiten Singleauskopplung Olabilir, welche im Gegensatz zu Meros anderen Liedern in Teilen aus türkisch vorgetragenen Parts besteht, war er erstmals in der Türkei erfolgreich und hielt sich dort drei Wochen lang auf dem ersten Platz der türkischen Spotify-Charts. Bereits nach zwei Wochen erreichte das Musikvideo 50 Millionen und in weniger als zwei Monaten über 90 Millionen Aufrufe auf Youtube, beides Rekord für einen deutschsprachigen Künstler.

## Vorwürfe und Kritik
Seit dem Erfolg des Liedes Baller los und vor allem seit Jahresbeginn 2019 tauchte vermehrt Kritik an Meros Musik auf. So würden seine Lieder starke Ähnlichkeiten aufweisen und seien nach dem gleichen Schema komponiert worden. Auch die Texte waren vielfacher Kritik ausgesetzt und oft darauf hingewiesen, dass vor allem eine jüngere Zielgruppe seine Musik höre. Die Kritik beschränkt sich aber in der Regel nicht nur auf Mero, sondern auch auf andere „Newcomer“, speziell die Rapper, denen eine Ähnlichkeit im Namen nachgesagt wird (z. B. Fero47 oder Sero el Mero).
Nach der Veröffentlichung von Meros Lied Wolke 10 im März 2019 wurde auf verschiedenen Internetplattformen und vom Rapper Azzi Memo behauptet, Mero hätte sich im Refrain zu stark am Lied Mirror des US-amerikanischen Rappers Lil Wayne orientiert oder dieses gar „kopiert“. Im Zuge dessen kam es zu wechselseitigen Spannungen zwischen Meros und Azzi Memos Umfeld, in denen sich gegenseitig vorgeworfen wurde, zu „kopieren“.
Aufgrund der überraschend hohen Streamingzahlen einiger Lieder auf Spotify und YouTube wurde Anfang 2019 vermehrt Vorwürfe laut, Mero und/oder sein Umfeld würden „Streams und Klicks kaufen“. Dieser Vorwurf weitete sich auch auf andere deutsche Rapper, meist „Newcomer“, aus. Ab Februar stiegen über Wochen auf einigen Instagram-Videos zahlreicher Personen aus der deutschen Rapszene die Aufrufzahlen in kurzer Zeit in als „unrealistisch“ wahrgenommene Höhen. So erreichte beispielsweise der Teaser zur Single Wolke 10 auf der Instagram-Seite von Mero nach zwölf Stunden circa 12 Millionen Aufrufe. Für die „Klickkäufe“ verantwortlich erklärten sich drei anonyme Personen. In einem Interview sagten sie, ihr Ziel sei es gewesen, Aufmerksamkeit zu generieren, die „Newcomer-Szene ein bisschen“ zu stoppen und die „Klicks“ zu „entwerten“.
Das Videodokumentationsformat Y-Kollektiv veröffentlichte im Mai 2019 ein Video, das vermutete Chartmanipulationen bei Rappern thematisiert. Im fast 23-minütigen Video führte Reporter Ilhan Coşkun u. a. ein Interview mit einer maskierten Person namens Kai. Dieser behauptete, dass er die Charts für einige der kommerziell erfolgreichsten Rapper Deutschlands manipuliere. Anhand einiger Beispiele veranschaulichte er sein Vorgehen. Laut Kai seien nur die Manager und nicht die Künstler selbst über die Manipulationen informiert worden. Als Grund für die Veröffentlichung gab er an, dass seine Freundin von Leuten im Umfeld der Rapszene „angemacht“ und „ausgespannt“ worden sei. Die Dokumentation erhielt innerhalb kürzester Zeit über eine Million Aufrufe, sodass im Anschluss einige Rapper Stellung zum Inhalt des Videos bezogen.
Da im Interview von Managern die Rede war und im weiteren Verlauf auch die Namen Sero el Mero und Mero fielen, reagierte einen Tag später Rapper Xatar, Labelchef der beiden Rapper, in einem über zwölf-minütigen Statement-Video auf die Vorwürfe gegen ihn und seine Künstler. Das Video wurde u. a. auch von Mero geteilt. Darin beteuerte Xatar, dass weder er noch seine Mitarbeiter jemals „Fake-Clicks“ oder „Fake-Streams“ gekauft haben. Laut ihm seinen die Vorwürfe haltlos und es lägen keine Beweise dafür vor. Von der in der Dokumentation als Hacker vorgestellten Mann gehe er davon aus, dass dieser in Wahrheit kein echter Hacker sei. Gegen Ende des Videos bot er diesem und Reporter Ilhan Coşkun ein persönliches Treffen mit Live-Stream an. Der Webvideoproduzent Mois, welcher Kontakte zu vielen bekannten deutschen Rappern pflegt, lud Xatar nach einem persönlichen Telefonat zu einem Interview ein, welches einen Tag später erschien. Darin stellte sich Xatar einigen Fragen, bei denen es meist um die Manipulationsvorwürfe ging. Er wiederholte, dass er unschuldig sei und erklärte, warum es „keinen Sinn“ ergäbe, Klicks für Künstler wie Mero zu kaufen.
In Anspielung auf die Dokumentation entstanden Witze um den vermeintlichen „Klickkäufer“ Kai. Diese entwickelten sich zu einem weit verbreiteten Meme innerhalb der Deutschrap-Community und sind allen voran in den Kommentarspalten unter Videos und Posts von oder über Mero vorzufinden.

## Diskografie
Studioalben

| Jahr | Titel Musiklabel                         | Höchstplatzierung, Gesamtwochen, AuszeichnungChartplatzierungen (Jahr, Titel, Musiklabel, Platzierungen, Wochen, Auszeichnungen, Anmerkungen) | Höchstplatzierung, Gesamtwochen, AuszeichnungChartplatzierungen (Jahr, Titel, Musiklabel, Platzierungen, Wochen, Auszeichnungen, Anmerkungen) | Höchstplatzierung, Gesamtwochen, AuszeichnungChartplatzierungen (Jahr, Titel, Musiklabel, Platzierungen, Wochen, Auszeichnungen, Anmerkungen) | Anmerkungen                              |
| Jahr | Titel Musiklabel                         | DE | AT | CH | Anmerkungen                              |
| ---- | ---------------------------------------- | --- | --- | --- | ---------------------------------------- |
| 2019 | Ya Hero Ya Mero Groove Attack TraX (GAT) | DE1 (24 Wo.)DE | AT1 (20 Wo.)AT | CH1 (13 Wo.)CH | Erstveröffentlichung: 15. März 2019      |
| 2019 | Unikat Groove Attack TraX (GAT)          | DE4 (6 Wo.)DE | AT6 (4 Wo.)AT | CH14 (4 Wo.)CH | Erstveröffentlichung: 27. September 2019 |
| 2020 | Seele Groove Attack TraX (GAT)           | DE14 (3 Wo.)DE | AT29 (1 Wo.)AT | CH24 (2 Wo.)CH | Erstveröffentlichung: 4. Dezember 2020   |
| 2024 | Renaissance Pentagon Records (Urban)     | DE7 (4 Wo.)DE | AT50 (1 Wo.)AT | CH28 (2 Wo.)CH | Erstveröffentlichung: 10. Oktober 2024   |